# Багато галасу з нічого (фільм, 1993)
«Бага́то га́ласу з нічо́го» (англ. «Much Ado About Nothing») — кінофільм режисера Кеннета Брана, що вийшов на екрани в 1993 році. Екранізація однойменної п'єси Вільяма Шекспіра. Переглядати рекомендується дітям від 13 років і спільно з батьками.

## Сюжет
Переконаний холостяк Бенедикт (Брана) вже багато століть злісно пікіруються з уїдливою Беатріче (Томпсон), а романтичний Клаудіо (Леонард) переживає драму невірності своєї судженої Геро (Бекінсейл). Але як ми знаємо, всі ниточки у Шекспіра повинніі розплутатися на превелике задоволення учасників безсмертної комедії, а також глядачів цієї чудової кіноверсії. Акторський ансамбль гідний найвищих похвал, як і вміння режисера-продюсера-актора-драматурга Кеннета Брани витягати з класики енергію життя і повнокровний гумор.

## В ролях
- Кеннет Брана — Бенедикт
- Емма Томпсон — Беатрис
- Річард Брайерс — Сеньйор Леонато
- Кіану Рівз — Дон Хуан
- Кейт Бекінсейл — Геро
- Роберт Шон Леонард — Клаудіо
- Дензел Вашингтон — Дон Педро Арагонський
- Імелда Стонтон — Маргарет
- Майкл Кітон — Догберрі
- Річард Кліффорд — Конрад
- Джерард Хоран — Борачіо

## Нагороди і номінації
- 1994 — номінація на премію Британської кіноакадемії за найкращі костюми (Філліс Долтон)
- 1993 — номінація на приз «Золота пальмова гілка» Каннського кінофестивалю (Кеннет Брана)
- 1994 — номінація на премію «Золотий глобус» за найкращу комедію / мюзикл
- 1994 — дві номінації на премію «Незалежний дух»: найкращий фільм (Кеннет Брана, Стівен Еванс, Девід Парфітт), найкраща жіноча роль (Емма Томпсон)
- 1994 — номінація на премію «Золота малина» найгіршому актору другого плану (Кіану Рівз)